# 圆叶链荚豆
圆叶链荚豆（学名：Alysicarpus ovalifolius）为豆科链荚豆属下的一个种。